# Сигнальный путь ERK
Сигнальный путь ERK (Ras-ERK, MAPK/ERK) — это один из ключевых и наиболее хорошо изученных сигнальных путей MAPK (англ. mitogen-activated protein kinase). Своё название этот путь получил по центральной MAP-киназе ERK (англ. extracellular signal-regulated kinase), которая представлена двумя близкими по структуре белками, ERK1 и ERK2. Данный путь может быть активирован внеклеточными сигналами, такими как гормоны, факторы роста, хемокины и нейротрансмиттеры, которые распознаются соответствующими рецепторными тирозинкиназами или рецепторами, ассоциированными с G-белками. Передача сигнала по ERK-пути в конечном итоге приводит к выживанию, пролиферации и увеличению подвижности клеток.
Как было сказано выше, сигнальный путь ERK может быть активирован в ответ на сигналы, полученные клеткой через рецепторные тирозинкиназы или рецепторы, сопряжённые с G-белками. Около цитоплазматической части таких рецепторов собирается сигнальный комплекс из множества белков, который в конце концов активирует ГТФазу Ras. Ras связывает и активирует киназу киназы MAPK/ERK (MAPK/ERK kinase kinase или MEKK), главными компонентами которой являются белки семейства Raf (Raf-1, A-Raf и B-Raf). MEKK фосфорилирует и активирует киназу MAPK/ERK (MAPK/ERK kinase или MEK), представленную двумя компонентами MEK1 и MEK2. MEK1/2 активирует ERK1/2.
Фосфорилирование ERK1/2 происходит вблизи клеточной мембраны. После этого фермент диффундирует в цитоплазму, где фосфорилирует сигнальные белки, в том числе p90 киназу рибосомального белка S6 (p90 ribosomal S6 kinase или RSK), а затем в ядро, где он регулирует транскрипцию. ERK1/2 индуцирует транскрипцию ранних генов c-Fos и c-Myc, продукты которых являются факторами транскрипции и обеспечивают транскрипцию поздних генов, ответственных за пролиферацию, выживание и подвижность клеток.
Сигнальный путь ERK принимает участие в активации T-клеток, пролиферации эндотелиальных клеток при ангиогенезе, в регуляции синаптической пластичности и фосфорилировании транскрипционного фактора p53.